# 大山北李
大山 北李（おおやま ほくり、生年不明 - 文政9年（1826年））は、江戸時代後期の浮世絵師。庄内藩士。出羽国鶴岡（現・山形県鶴岡市）出身。

## 人物
葛飾北斎の門人。姓･大山、名･庄助または孝五郎。恒斎と号す。江戸神田松枝町に住み、家の庭に李の木があったため、北李の画名を使用した。美人画の作風は北斎の物に良く似ていた事から、北李は北斎の別号と疑われた事がある。
庄助の子･庄太夫は、1866年（慶応2年）、藩主廃立を企てたとして、斬罪に処されたという。庄太夫の墓所は鶴岡市の正覚寺。

## 略歴
- 服部庄太夫の子として生れる。
- 1807年（文化4年） - 家督を相続、120石を食む。
- 1808年（文化5年） - 江戸定府となり表納戸を勤める。（禄高100石）
- 1813年（文化10年） - 病気により同職辞任
- 1819年（文政2年） - 奥詰就任
- 1826年（文政9年） - 同職辞任。死去。

## 作品
- 『太夫立姿図』
- 『布袋のかくし妻図』絹本着色 1幅
- 『工匠乗鶴之図』紙本淡彩 1幅
- 『太夫と禿図』 紙本着色 1幅 無款 手柄岡持の賛あり
- 『軍鶏之図』
- 『明妓立姿図』

## 家族親族
- 父：服部庄太夫（恒明）
- 長男：大山庄太夫 - 庄内藩士、留守居役
- 次男：大山亥之助
- 三男：服部和助[1]-田村直入の高弟・服部五老の祖父
- 義孫：黒羽根此面 - 出羽国黒羽根氏始祖、旧姓・白井、修験者、檀所院院主
- 孫：黒羽根豊 - 服部和助の次女、此面の妻
- 義孫：石井親憲 - 石井子龍の末裔
- 孫：石井辰 - 服部和助の四女、親憲の妻
- 曾孫：服部五老 - 南画家
- 曾孫：黒羽根秀雄 - 海軍大佐、防護巡洋艦「対馬」艦長
- 曾孫：松平穆堂 - 書家
- 玄孫：服部二柳 - 南画家
- 玄孫：齋藤真成 - 真正極楽寺（真如堂）第53世貫主、洋画家、元・京都教育大学教授
- 玄孫：黒羽根忠雄 - 医学博士、医師
- 来孫：黒羽根洋司 - 整形外科医師、エッセイスト